# Purunã
Purunã é uma raça de gado bovino, desenvolvida no Instituto Agronômico do Paraná (IAPAR), derivada do cruzamento de Charolês, Caracu, Aberdeen angus e Canchim, com 1/4 (25%) para cada raça. O nome é uma homenagem e faz referência a Serra de São Luiz do Purunã, entre o Primeiro Planalto Paranaense e o Segundo Planalto Paranaense, onde fica a localidade de São Luiz do Purunã, entre os municípios de Balsa Nova e Campo Largo. O local é próximo a Fazenda-Modelo, em Ponta Grossa, onde foi desenvolvido o gado, que é o primeiro genuinamente paranaense.
A raça adaptada à pecuária de corte, foi desenvolvida a partir da década de 1980 e foi e reconhecida oficialmente pelo Ministério da Agricultura e Pecuária (Mapa) em 2016. Os animais se destacaram por reunir qualidades como rusticidade, resistência a parasitas, adaptação ao clima, bom rendimento de carcaça e carne de alto nível. As vacas da linhagem Purunã apresentam habilidade materna e boa produção de leite, qualidades herdadas das raças Caracu e Angus.
Em 2025 o Paraná abrigava cerca de 3,5 mil animais da raça Purunã, sendo 3 mil somente em fazendas experimentais do IDR-PR e da Universidade Federal do Paraná (UFPR). Segundo dados dos associados, em todo Brasil há aproximadamente 12 mil animais registrados. A partir dos estudos da raça foi desenvolvido o Projeto Purunã - Genômica, que conta com parcerias com a Associação Brasileira de Criadores de Purunã (ABCP), com os criadores da raça, com a Embrapa e Universidade Federal de Santa Maria, além de colaboradores internacionais da Universidade de Guelph (Canadá) e da Universidade da Geórgia (Estados Unidos).
Embora a raça foi cultivada primeiramente no Paraná, estado de origem, outros estados brasileiros também passaram a ter criadores como Goiás, Minas Gerais, Mato Grosso e Rondônia.